# Saint-Aubin-de-Terregatte
Saint-Aubin-de-Terregatte là một xã thuộc tỉnh Manche trong vùng Normandie tây bắc nước Pháp. Xã này nằm ở khu vực có độ cao trung bình 75 mét trên mực nước biển.